# St. Georg (Hiddingsel)

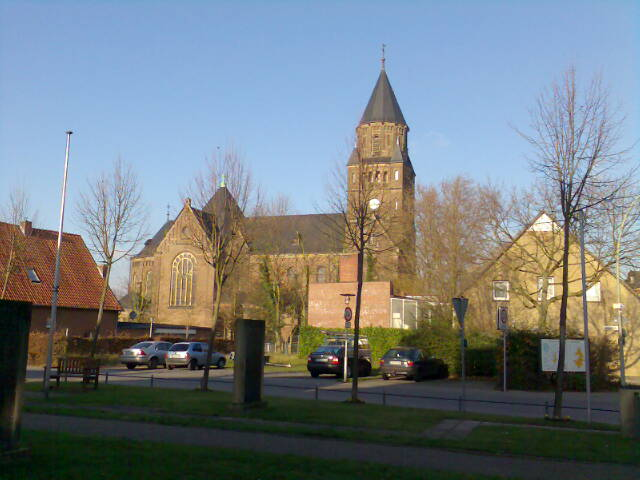
St.-Georg-Kirche

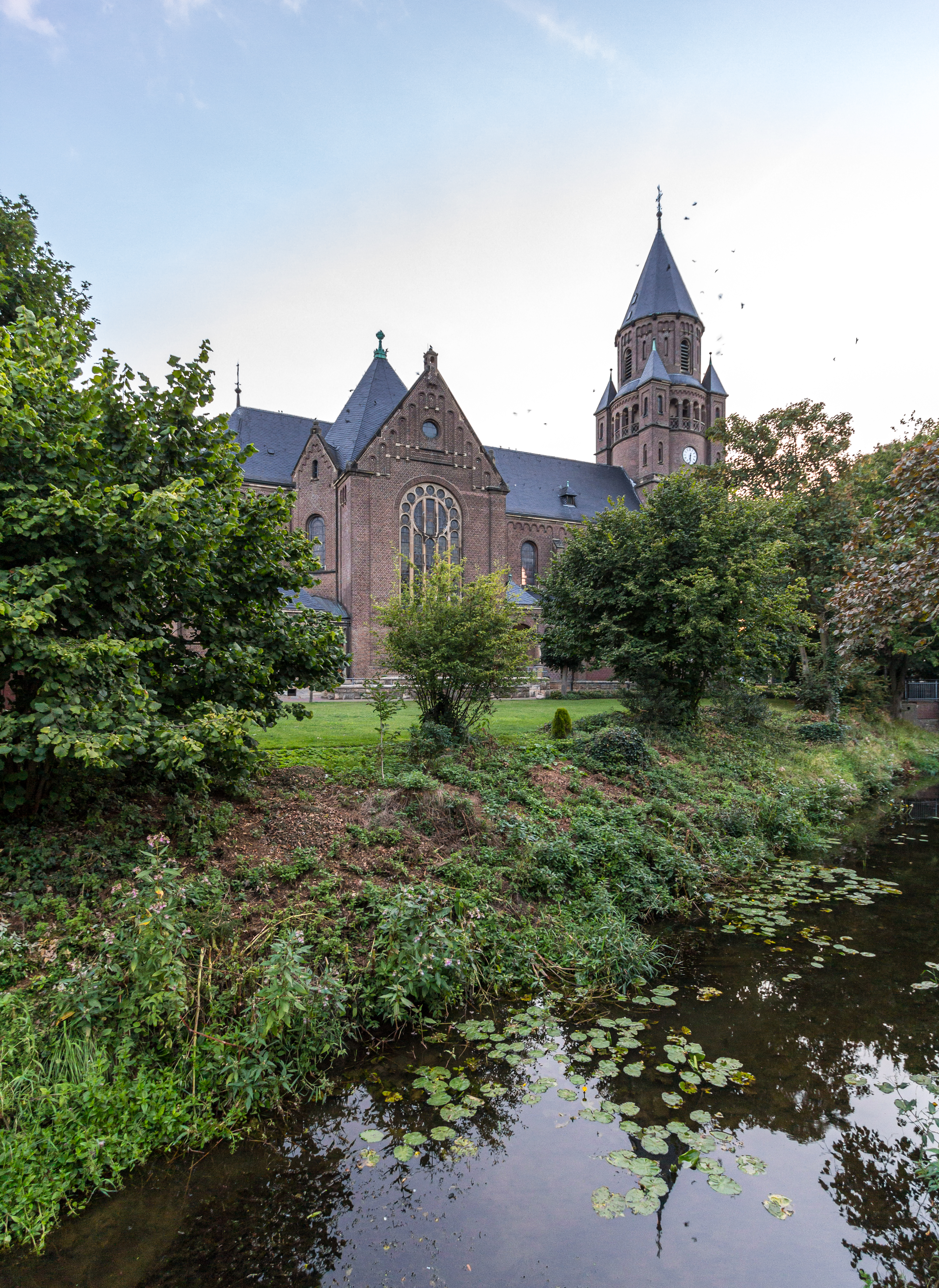
St.-Georg-Kirche

Die katholische Pfarrkirche St. Georg ist ein denkmalgeschütztes Kirchengebäude in Hiddingsel, einem Ortsteil von Dülmen im Kreis Coesfeld (Nordrhein-Westfalen). Sie trägt das Patrozinium des Heiligen Georg.

## Geschichte und Architektur
Die domkapitularische Gründung war nach 1240, die Gemeinde ist als Pfarre seit 1305 urkundlich belegt.
Das Gebäude wurde 1910–1911 an der Stelle einer im Kern spätromanischen Saalkirche errichtet. Es ist eine neuromanische Basilika. Der heutige Standort, der Bonenkamp, ist der Überlieferung nach ein alter Kultplatz.

## Ausstattung
- Drei große Bildstöcke aus Sandstein mit den Darstellungen: Christus am Ölberg, Leidensengel und schmerzhafte Muttergottes
- Putten mit Arma Christi um 1715, sie wurden wohl von Johann Rendeles um 1715 geschaffen
- Zwei Tondi aus Stein von der ersten Hälfte des 17. Jahrhunderts sind dem Umkreis Gerhard Gröningers zugeschrieben
- Vesperbild aus Stein, bezeichnet 1676
- Drei Holzfiguren vom Ende des 15. Jahrhunderts
- Eine Kreuzigungsgruppe aus Holz aus der Mitte des 18. Jahrhunderts[1]
- Beachtenswert ist der Prozessions-Baldachin von St. Georg. Er ist augenscheinlich der Neuen Sachlichkeit zuzuordnen, beeinflusst von Werkbund/Bauhaus. Bei diesem eher seltenen Werk textilen Kunstschaffens in rot, weiß und blau aus den 1920er Jahren dominieren geometrische Linienführungen. Die geradezu klassischen eucharistischen Symbole Weizenähre und Weintraube sind stilisiert, die Linienführung reduziert. Die einzelnen Beeren der Traube sind zu Quadraten abstrahiert. Die Ähren und andere Details des Baldachins weisen Applikationen aus Goldfäden auf. Zentrale Motive der herabhängenden Teile sind ebenfalls oft verwendete eucharistische Metaphern. Vorn und hinten sind es das Christussymbol IHS und ein Kelch mit Hostie, seitlich ein die Kirche symbolisierendes Schiff mit dem Christusmonogramm PX als Mast und einem kreisrunden weißen Segel (Hostienform!) und gegenüberliegend einer der zwölf Körbe mit Brot und ein(zwei?) Fisch(e?) von der wundersamen Brotvermehrung/Speisung der Fünftausend. Den oberen Rand der seitlichen Stoffbahnen schließt ein umlaufendes Zitat des Tantum ergo (bis „ritui“) ab.
- Orgel von Friedrich Fleiter mit 23 Registern auf zwei Manualen und Pedal, erbaut 1993.[2]